# Коллоредо, Венцель Йозеф
Венцель Йозеф Коллоредо-Мельс унд Вальдзее (нем. Wenzel Joseph Colloredo-Mels und Wallsee; 15 октября 1738, Вена — 4 сентября 1822, Вена) — австрийский фельдмаршал.

## Биография
Сын имперского князя Рудольфа Йозефа фон Коллоредо.
С 1784 года был фельдмаршал-лейтенантом и шефом 56-го пехотного полка. Во время войны с Турцией занимал должность генерал-фельдцейхмейстера.
В кампании 1792 года против революционной Франции Коллоредо с отличием участвовал в ряде сражений, особо отличился при Оннэ и Эстре.
С 1796 года был Моравским генерал-губернатором, а затем командующим австрийскими пограничными войсками.
В 1807 году Коллоредо был президентом политико-экономической группы в Государственном военном совете и в 1808 году произведён в фельдмаршалы.
Скончался 4 сентября 1822 года в Вене.
В ряде российских источников ему ошибочно приписывается кавалерство российского ордена св. Георгия 3-й степени, на самом деле кавалером этого ордена был его племянник Иероним фон Коллоредо-Мансфельд.